# Ophiobyrsella erinaceus
Ophiobyrsella erinaceus är en ormstjärneart som beskrevs av Jean Baptiste François René Koehler 1904. Ophiobyrsella erinaceus ingår i släktet Ophiobyrsella och familjen skinnormstjärnor. Inga underarter finns listade i Catalogue of Life.